# Simón Bolívar (khu tự quản)
Simón Bolívar là một khu tự quản thuộc bang Anzoátegui, Venezuela. Thủ phủ của khu tự quản Simón Bolívar đóng tại Barcelona. Khự tự quản Simón Bolívar có diện tích 1706 km2, dân số theo điều tra dân số ngày 21 tháng 10 năm 2001 là 359984 người.